# Barmouth
Barmouth (Abermaw ou Y Bermo en gallois) est une ville de l'ancien comté de Meirionnydd, aujourd'hui incluse dans le comté du Gwynedd, dans le nord-ouest du pays de Galles, dans l'estuaire formé par la rivière Mawddach et la baie de Cardigan. Elle possède le statut de communauté.

## Histoire

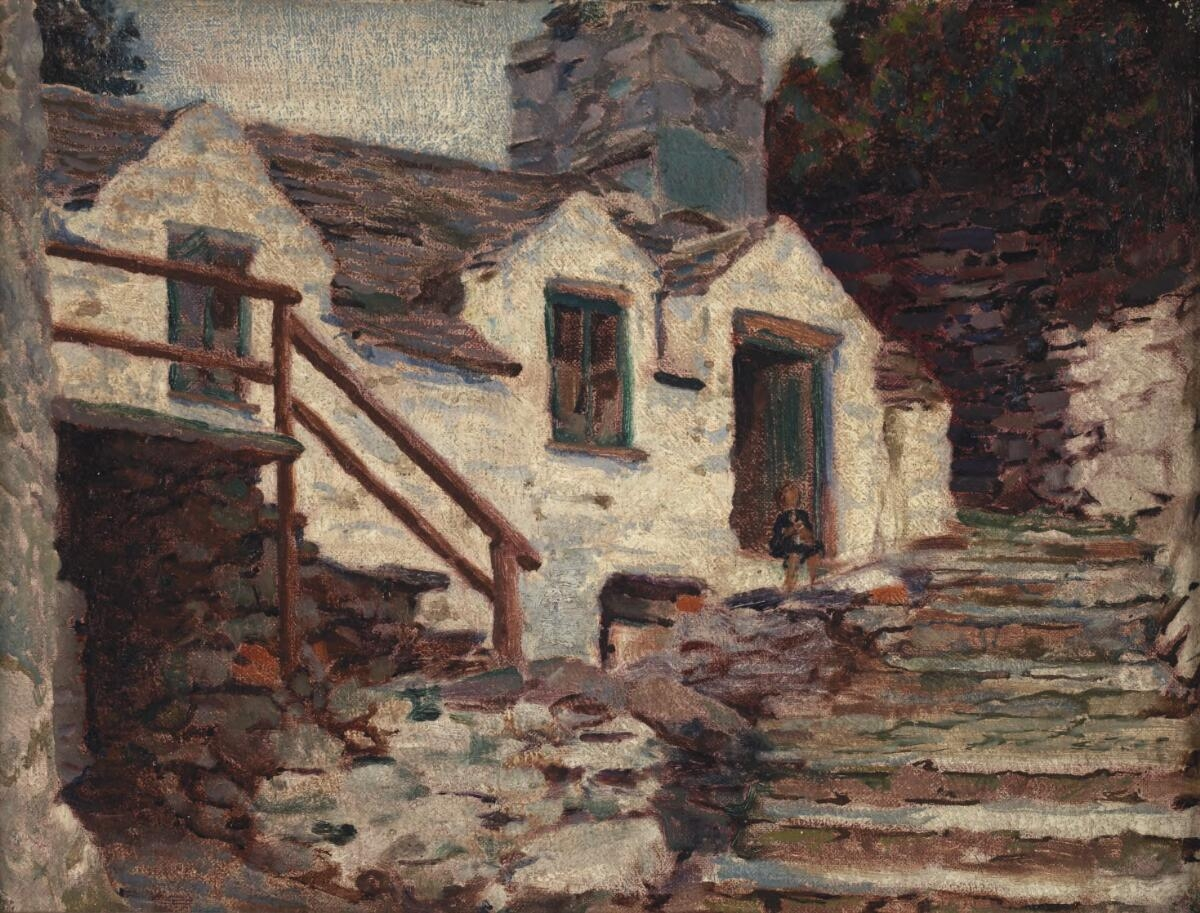
Barmouth, 1910, Christopher Williams. Conservée à la Bibliothèque nationale du pays de Galles

La ville a grandi en même temps que l'industrie de construction navale et elle est devenue plus récemment une station balnéaire.
Les bâtiments notables de la ville sont la maison-tour médiévale Ty Gwyn et la prison Ty Crwn roundhouse datant du XVIIIe siècle.
Le port accueille tous les ans une course nommée la Three Peaks yacht race. 
Le poète britannique William Wordsworth qui avait visité Barmouth au XIXe siècle la décrit ainsi : "Avec une belle vue sur la mer en face, les montagnes derrière, le glorieux estuaire remontant à 8 miles dans les terres, et Cadair Idris (en) à moins d'une journée de marche, Barmouth peut tenir tête à n'importe quelle rivale."
Barmouth est géographiquement la station balnéaire la plus proche des Midlands de l'Ouest anglais et attire un grand nombre de visiteurs, voire de résidents permanents provenant des villes de Wolverhampton, Birmingham ou Dudley.

## Source
- (en) Cet article est partiellement ou en totalité issu de l’article de Wikipédia en anglais intitulé « Barmouth » (voir la liste des auteurs).